# Lily Abegg
Lily Abegg, rozená Elisabeth Hermine Abegg (7. prosince 1901 v Hamburku – 13. července 1974 v Samedanu) byla švýcarská novinářka a publicistka.

## Život
Narodila se v Hamburku jako dcera obchodníka s hedvábím Johanna Abegga z Curychu. Otcovy obchodní zájmy vedly rodinu do Japonska, kde zůstala až do jeho smrti v roce 1914. Navštěvovala v Jokohamě německou školu a poté, co se rodina přestěhovala zpět do Švýcarska, absolvovala gymnázium v Curychu. Dále získala titul v oboru ekonomie a politických věd na univerzitě v Ženevě a na univerzitě v Hamburku, kde obhájila v roce 1926 doktorát. Následně působila jako asistentka pro žurnalistiku na univerzitě v Heidelbergu. V letech 1934-1940 byl korespondentkou listu Frankfurter Allgemeine Zeitung (FAZ) pro Dálný Východ se sídlem v Tokiu, až do roku 1939 byla také válečnou reportérkou v Číně. Po návratu do Švýcarska v roce 1946 pracovala v redakci Weltwoche, psala také opět pro FAZ a další noviny ve Švýcarsku. V letech 1950-1954 byla zpravodajkou pro Střední Východ se sídlem v Pákistánu a v Indii. V letech 1954-1964 byla opět korespondentkou FAZu v Japonsku a procestovala mnohé další země.
Napsala také několik knih. vylíčila, jak po skončení druhé světové války a porážce Japonska byla uvězněna jako válečný zločinec ve věznici Sugamo poté, co byla omylem považována za americkou propagandistku Ivu Toguriovou, přezdívanou Tokijská růže.

## Rodina
Byla příbuznou Wernera Abegga. Zůstala svobodná a bezdětná.

## Dílo
- Yamato. Der Sendungsglaube des japanischen Volkes. 1936
- Chinas Erneuerung. Der Raum als Waffe. 1940
- Ostasien denkt anders. Versuch einer Analyse des west-östlichen Gegensatzes. 1949
- Neue Herren in Mittelost. Arabische Politik heute. 1954
- Im neuen China. 1957
- Vom Reich der Mitte zu Mao Tse-tung. 1966
- China und Vietnam, Herausforderung unseres Gewissens. 1967
- Japans Traum vom Musterland. Der neue Nipponismus. 1973